# Casa al carrer Sant Antoni, 17 A (Pineda de Mar)
Casa al carrer Sant Antoni, 17 A és una obra de Pineda de Mar (Maresme) inclosa a l'Inventari del Patrimoni Arquitectònic de Catalunya.

## Descripció
Casa amb planta i pis al carrer de Sant Antoni. L'estat actual del cos principal, de finestres i porta, conserva els trets originaris de les cases d'aquest carrer, la major part construïdes al segle XVII-XVIII. La majoria, però, ha perdut el seu caràcter original amb modificacions i reformes.